# Обиходи
Обихо́ди — село в Україні, у Коростенському районі Житомирської області. Населення становить 230 осіб. Село було евакуйоване на нове місце на Вінниччину та назване Нові Обиходи, де на чистому місці було побудовано 300 будинків за одним проєктом.

## Географія
У селі річка Тинка впадає у Олешню, праву притоку Ужу.

## Історія
У 1906 році село Татароиновицької волості Овруцького повіту Волинської губернії. Відстань від повітового міста 32 верст, від волості 16. Дворів 190, мешканців 1469.
9 листопада 1921 року під час Листопадового рейду через Обиходи проходила Волинська група (командувач — Юрій Тютюнник) Армії Української Народної Республіки.
Внаслідок Чорнобильської катастрофи 1986 року село входить до зони безумовного (обов'язкового) відселення.